# Cavum

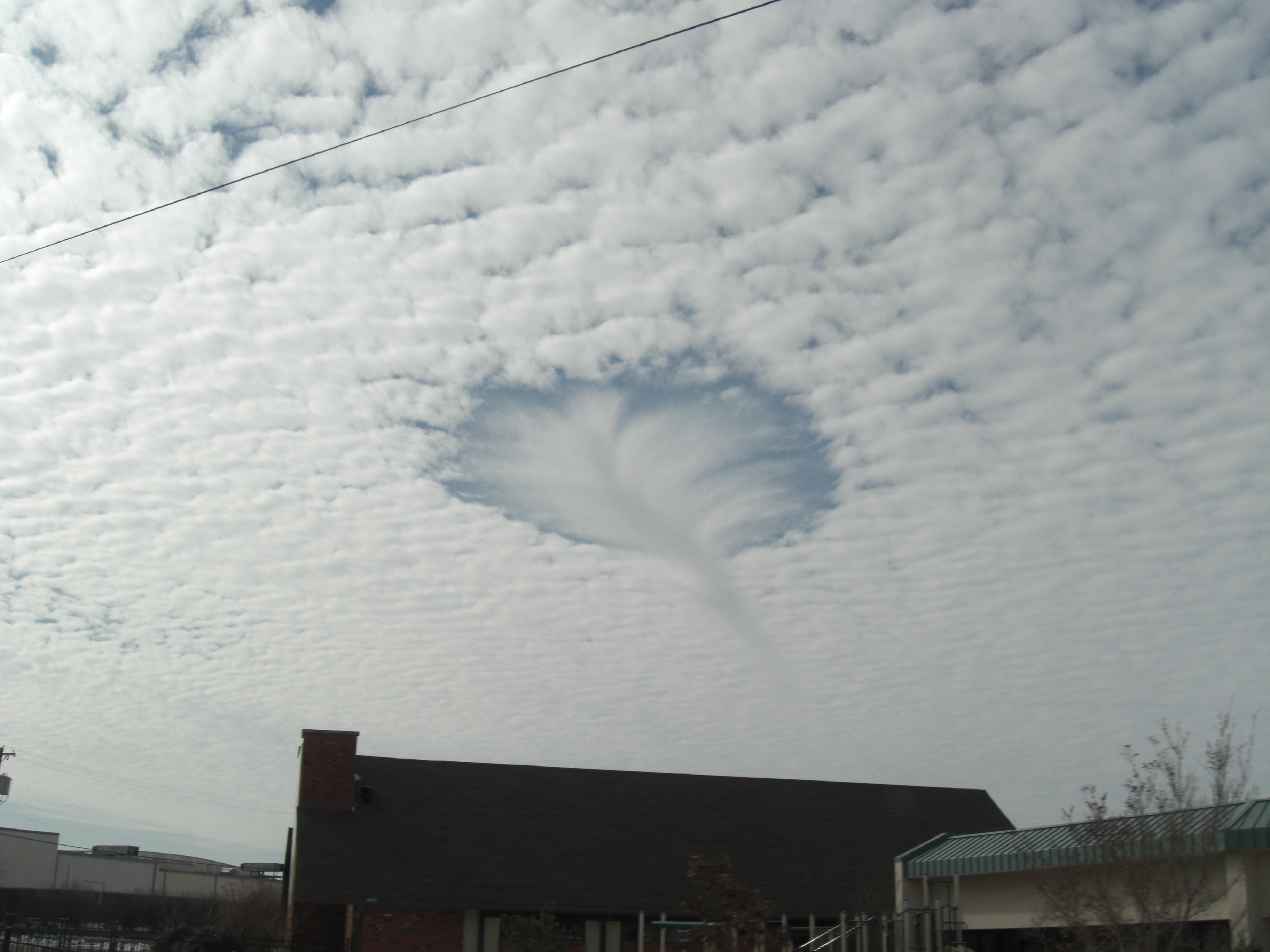
Altocumulus cavum (Ac cav) nad Oklahoma City, Styczeń 2010

Cavum (cav) (łac.  otwór, jama, dziura) – dosłownie dziura w chmurze, wcześniej potocznie nazywana  (ang. hole punch cloud, skypunch cloud). Otwór ma kolisty lub owalny kształt, w zależności od kąta obserwacji. Obłoki chmur Altocumulus lub Cirrocumulus muszą być silnie wychłodzone, a więc ich temperatura musi być w okolicy minus 30 stopni, a przy tym kropelki wody są silnie przechłodzone.
Dochodzi do niego, gdy w atmosferze nie ma gwałtownych ruchów powietrza i nie ma jąder kondensacji, na których kropelki mogłyby osiąść i zamarznąć. Taki spokój może zostać przerwany przez samolot pozostawiający za sobą spaliny. Wówczas wchodzą one w kontakt z przechłodzonymi kroplami wody, które natychmiast zamarzają tworząc kryształki lodu. Te pod wpływem ciężaru zaczynają opadać, ale nie docierają do powierzchni ziemi, ponieważ przy wysokiej temperaturze wyparowują. Tworzą one charakterystyczne koliste lub eliptyczne otwory najczęściej w chmurach Altocumulus, Cirrocumulus, rzadziej Stratocumulus. Wewnątrz owych otworów powstaje chmura Cirrus. 

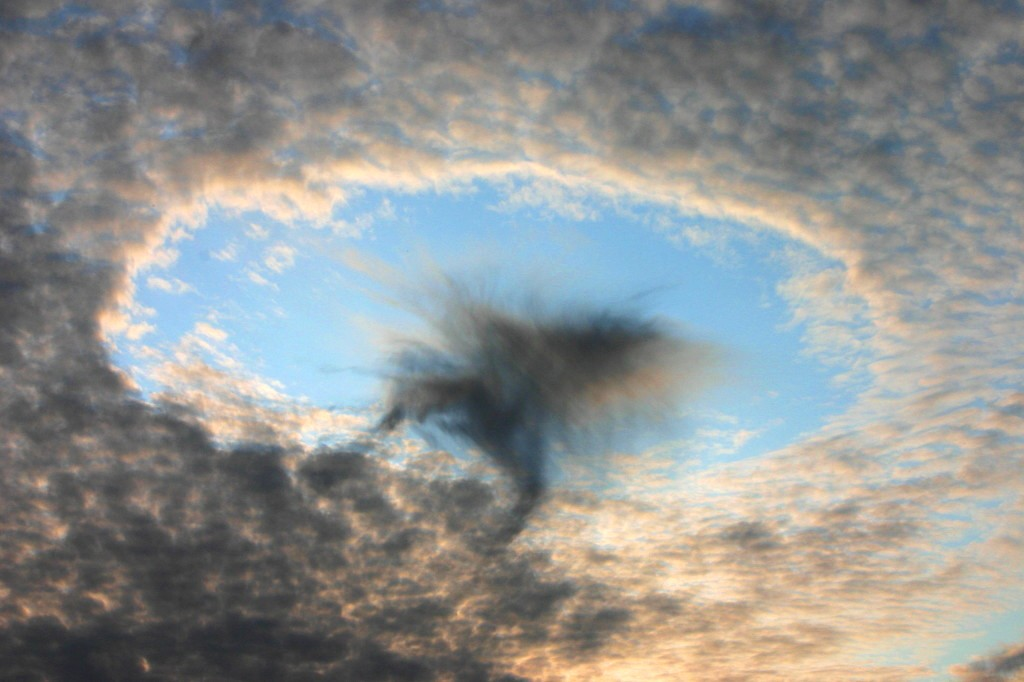
Altocumulus cavum (Ac cav) nad Austrią, Sierpień 2008